# Adonisea divergens
Adonisea divergens är en fjärilsart som beskrevs av Walker 1857. Adonisea divergens ingår i släktet Adonisea och familjen nattflyn. Inga underarter finns listade i Catalogue of Life.